# Ready... Break
Albums de Something Corporate
Audioboxer
(2001)
Ready... Break est le premier album du groupe américain Something Corporate, réalisé en septembre 2000 chez Coach House Records. Il a été pré-réalisé 4 ans plus tôt de façon sommaire et est uniquement disponible pour les membres du fan-club du groupe.

## Liste des titres
1. "Straw Dog" – 3:31
2. "Mulligan Goes to War" – 3:38
3. "Drunk Girl" – 4:12
4. "Plucked" – 4:40
5. "When It Goes Down" – 5:51
6. "Babies Of The 80's" – 3:29
7. "Cavanaugh Park" – 4:12
8. "If I Die" – 4:15
9. "Ben Franklin's Kite" – 4:18
10. "Inside The Pocket" – 2:59
11. Piste caché: "Konstantine" Live – 10:30

## Personnalités ayant collaboré à l'album
- Reuben Hernandez - Guitare
- Brian Ireland - Batterie, chœurs
- Andrew McMahon - Piano, chant
- Kevin Page - Basse
- Josh Partington - Guitare
- Chris Steel - Violon
- Brittany Watson - Violoncelle